# رافي بوغوصيان
رافي بوغوصيان (بالأحرف اللاتينية Raffi Boghosyan بالبلغارية Рафи Бохосян بالأرمنية Րաֆֆի Պողոսյան ) هو مغني وطبال بلغاري أرمني وهو الفائز بالنسخة البلغارية الأولى من مسابقة ذا إكس فاكتور. بوغوصيان مولود في بورغاس، بلغاريا لأبوين من أصل أرمني هما أغاسي وأليزابيث بوغوصيان.

## سينغلز
- 2012: "4-3-2-1"
- 2013: "4D" أداء ليو، ديو، رافي وغراتا
- 2013: "Ne me razbra"